# Chief Information Security Officer
Ein Chief Information Security Officer (CISO) bezeichnet die Rolle des Gesamtverantwortlichen für Informationssicherheit in einer Organisation. Die Aufgaben variieren in der Praxis je nach Bedürfnis der Firma, die diese Rolle ausschreibt und besetzt, sie können aber auch von den einschlägigen Normen zur Informationssicherheit abgeleitet werden.

## Aufgaben
Der CISO nimmt sich meist der folgenden Aufgaben an:
- Etablierung eines Managementsystems zur Informationssicherheit (ISMS – Information Security Management System)
- Erarbeitung von Schutzzielen für die unternehmenskritischen Werte (Assets), deren Bedrohungen und ihren Risiken und den aus der IS-Strategie abgeleiteten Sicherheitszielen
- Durchführung von Risiko-Assessments und Business-Impact-Analysen
- Aufbau und Betrieb einer Organisationseinheit zur Umsetzung der Sicherheitsziele abgeleitet von der IS-Strategie
- Ausarbeitung, Anpassung von Sicherheitsrichtlinien und  Sicherheitsvorgaben
- Auditierung der Funktionseinheiten zum Stand der Umsetzung und Weiterentwicklung der Sicherheitsvorschriften
- Bewusstsein der Mitarbeiter für Informationssicherheit durch Trainings und Kampagnen schaffen
- Aufstellen von Richtlinien, Vorgaben und Zielen für die Informationssicherheit
- Durchführung von Trainings und Awareness-Kampagnen zur Informationssicherheit
- Sicherstellung der Einhaltung datenschutzrechtlicher Vorgaben
- Portfolio-Management der sicherheitsrelevanten Geschäftsprozesse
- Kontinuierliche Analyse und Optimierung der Informationssicherheit im Unternehmen
- Abstimmung mit und Etablierung der Informationssicherheit bei den Stakeholdern und der Konzern-/ Unternehmensleitung

Der CISO ist meist nicht dem Chief Information Officer (CIO) unterstellt, der Berichtsweg findet oft direkt zum Chief Executive Officer (CEO) statt, da die IT-Sicherheit nur eine Untermenge der Aufgaben eines CISO darstellt, und es um die Sicherung und das Risikomanagement aller Informationswerte (Assets) eines Unternehmens geht (also z. B. auch Aktenordner/Papier).
Idealerweise erfolgt die Funktionstrennung so, dass die IT-Abteilung bzw. der/die Leiter(in) der IT-Sicherheit eine Art internen Lieferanten darstellen, während die Anforderungsseite durch den/die (C)ISO – im Auftrag der Geschäftsführung – abgedeckt wird. Im Rahmen eines Information Security Management System (ISMS) auditiert die/der (C)ISO ggf. die IT-Lieferseite und berichtet über die Ergebnisse an die Geschäftsführung. In kleineren Unternehmen, aber auch in vielen größeren Unternehmen ohne ISMS bzw. mit geringem Reifegrad bzgl. der Informationssicherheit, werden all diese Funktionen aber möglicherweise abweichend definiert oder weniger streng getrennt.
Wesentliche Arbeitsgrundlagen für den CISO stellen im Regelfall die ISO/IEC 27000-Reihe sowie der IT-Grundschutz dar.